# Catxalot
El catxalot o capgròs (Physeter macrocephalus) és la balena més grossa dins del grup dels cetacis amb dents (Odontoceti).
Viu en tots els oceans, excepte a la zona àrtica i habita sobretot en les mars tropicals i temperats. Són migratoris. Es dirigeixen cap a l'equador durant l'època reproductora i van a latituds més elevades per a alimentar-se.
Es caracteritzen per tenir un cap rectangular enorme, la longitud del qual pot ser fins a un terç del total del cos, per tenir dents grosses i còniques tan sols a la mandíbula inferior, molt estreta i més curta que el cap. La pell en lloc de ser llisa, té crestes irregulars que li donen un aspecte arrufat. La seva coloració tendeix a ser grisa fosca o negra i els llavis són blancs, color que també apareix en algunes taques sobre el ventre. Com altres espècies de balenes, tenen callositats al cos causades per colònies de crustacis ectoparàsits de la família Cyamidae anomenats «polls de balena».
El dimorfisme sexual és molt acusat: els mascles atenyen una llargada de 18 m i solament 12 m les femelles.

## Distribució
El catxalot es troba entre les espècies més cosmopolites. Prefereix les aigües no congelades fins als 1.000 metres de profunditat. No obstant això, ambdós sexes es mouen a través d'oceans i mars tropicals i temperats, només els mascles adults poblen les latituds més altes.
Abunda relativament des dels pols a l'equador, i es troba en tots els oceans. Habita el mar Mediterrani però no el mar Negre, mentre la seva presència al mar Roig és incerta. Les entrades de baixa profunditat tant del mar Negre com del mar Roig pot contribuir a la seva absència. Les capes inferiors del mar Negre no tenen oxigen i contenen altes concentracions de compost de sulfurs com el sulfur d'hidrogen.
Les poblacions són denses a prop a les plataformes continentals i canyons submarins. Els catxalots són trobats usualment en aigües profundes d'alta mar, però poden trobar-se a prop de les costes en àrees on la plataforma continental és petita i baixa ràpidament a profunditats d'entre 310 i 920 metres. Les àrees costaneres amb poblacions considerables d'aquestes balenes són les illes Açores i l'illa caribenya de Dominica.

## Descripció

### Mida
| Mida mitjana | Longitud | Pes       |
| ------------ | -------- | --------- |
| Mascle       | 16 m     | 41.000kg  |
| Femella      | 11 m     | 14.000 kg |
| Nounat       | 4 m      | 1.000 kg  |

El catxalot és l'odontocet més gros, amb mascles adults medint 20,5 metres de longitud màxima i amb un pes de 57.000 quilograms. L'espècie de balena dentada que el segueix en grandària és Berardius bairdii, amb 12,8 metres de llarg i 15.000 quilograms de pes. El museu de balenes de l'illa de Nantucket (Massachusetts, Estats Units) té una mandíbula de 5,5 metres de longitud. Al museu s'afirma que aquest individu tenia 24 metres de llarg, mentre que el catxalot que va enfonsar el balener Essex (un dels incidents que inspirà Moby Dick) es va estimar que mesurava 26 metres. La cacera intensiva ha pogut disminuir la mida mitjana dels catxalots, ja que els mascles grans eren els més buscats i capturats, principalment després de la Segona Guerra Mundial. En l'actualitat, els mascles no excedeixen sovint els 18,3 metres de longitud i els 51.000 quilograms de pes.
Es troba entre els cetacis que presenten un dimorfisme sexual més evident. Al moment del naixement ambdós sexes tenen gairebé la mateixa mida.
L'aspecte distintiu del catxalot prové del seu enorme cap, el qual sovint té un terç de la longitud de l'animal. L'espiracle es localitza molt pròxim a l'extrem frontal del cap, desplaçat a l'esquerra de la línia mitjana.

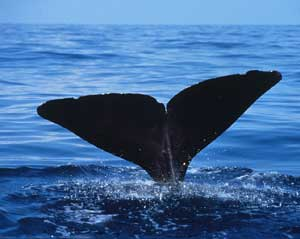
Aletes posteriors d'un catxalot en submergir-se en el golf de Mèxic.

Les aletes posteriors del catxalot són triangulars i molt gruixudes. Les aixeca sempre a fora de l'aigua quan inicia una immersió. Té una sèrie de crestes en el terç caudal en lloc d'una aleta dorsal. La cresta més llarga fou anomenada «hump» (gep) pels baleners, i pot ser confosa amb una aleta dorsal a causa de la seva forma.
Al contrari de la pell llisa de la majoria de les grans balenes, la pell de l'esquena és molt sovint nuosa i ha estat comparada amb una pruna pels observadors entusiastes. La pell té normalment un color gris uniforme, però pot semblar marró sota la llum del sol. També s'han observat exemplars albins.

### Mandíbules i dents
El catxalot té 20-26 dents en cada costat de la mandíbula inferior. El propòsit de les dents és desconegut, ja que no semblen necessaris per capturar o menjar calamars, ja que s'han observat animals ben alimentats que no tenien dentadura. Una hipòtesi és que les dents són usats per l'agressió entre mascles. Els mascles sovint mostren cicatrius que semblen causades per dents. A la mandíbula superior tenen dents rudimentàries, però rarament emergeixen a la cavitat oral.

### Respiració i immersió
Els catxalots, juntament amb els caps d'olla i els elefants marins, són els mamífers que se submergeixen a més profunditat. Es creu que són capaços d'assolir els tres quilòmetres de profunditat i romandre submergits 90 minuts. Amb més freqüència busseja a una distància de 400 metres de la superfície durant 35 minuts. A aquesta gran profunditat a vegades s'han enredat i ofegat amb cables submarins.

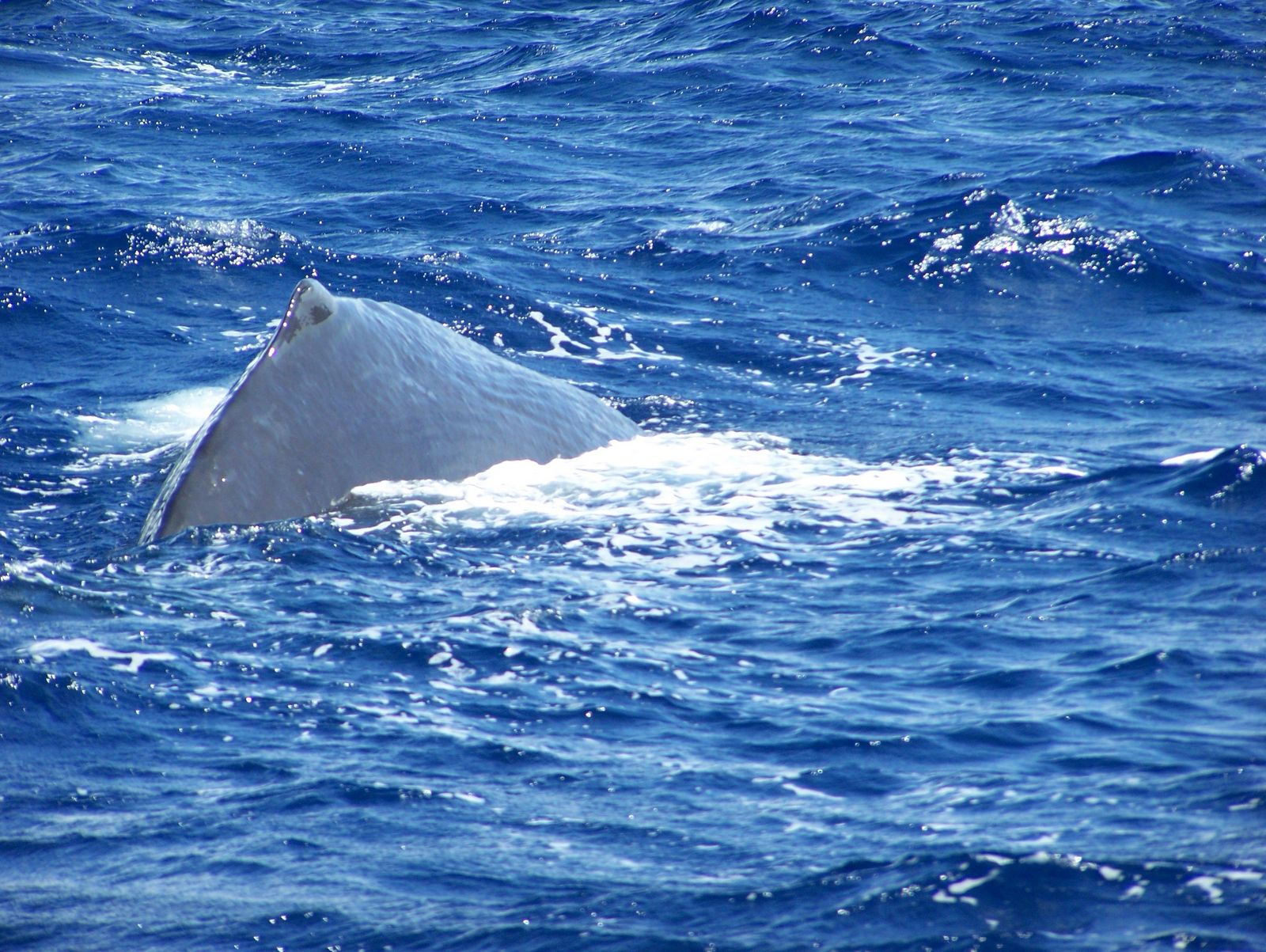
Catxalot arquejant l'esquena preparant-se per submergir-se a Dominica.

El catxalot s'ha adaptat per vèncer els canvis dràstics de pressió quan se submergeix. La seva caixa toràcica flexible permet el col·lapse pulmonar, reduint l'entrada de nitrogen, i el metabolisme pot disminuir per conservar oxigen. La sang té alta densitat de glòbuls vermells, els quals contenen el transportador d'oxigen hemoglobina. La sang oxigenada pot dirigir-se cap al cervell i a altres òrgans essencials només quan els nivells d'oxigen disminueixen. L'òrgan de l'espermaceti també pot tenir un paper per ajustar la flotabilitat.
Malgrat que els catxalots es troben ben adaptats per al busseig de profunditat, les immersions repetides tenen efectes adversos a llarg termini. Els ossos mostren lesions causades per la descompressió ràpida. Els esquelets d'individus vells tenen els danys més extensos, mentre els esquelets d'individus joves no evidencien cap lesió. Aquests danys poden indicar que aquestes balenes són susceptibles a la descompressió i l'ascens sobtat a la superfície pot ser letal per a elles.
Entre immersions, puja a respirar uns 8 minuts abans de la següent immersió. Com els altres odontocets respiren a través d'un únic espiracle en forma de «S». Respiren de 3 a 5 vegades per minut en repòs, incrementant-se fins a 6 o 7 vegades per minut després d'una immersió. La bufada és única i sorollosa, amb un raig que s'eleva fins a 15 metres sobre la superfície i apunta cap al davant i cap a l'esquerra en un angle de 45°. De mitjana, les femelles i els joves respiren cada 12,5 segons abans de submergir-se, mentre que els mascles grans ho fan cada 17,5 segons abans de la immersió.

### Cervell i sentits
El cervell del catxalot és el més gros de qualsevol animal modern o extint, pesant una mitjana de 8 quilograms. No obstant això no és molt gran en proporció a la grandària del cos. Per exemple, els catxalots tenen un quocient d'encefalització menor que molts dofins i balenes, més baix que els grans simis i molt menor que els humans.
Com altres odontocets, els catxalots usen l'ecolocalització com un mitjà per trobar menjar perquè el seu hàbitat té condicions acústiques favorables i l'absorció per l'aigua limita el rang visual. La balena emet espetecs d'alta freqüència enfocats en un angle ampli. Generalment passant aire des dels orificis nasals ossis a través dels llavis fònics, una estructura dins del cap. El crani, el meló i diversos sacs d'aire al cap de la balena, tenen un paper important en la transmissió dels sons i la mandíbula inferior com una via per a la recepció dels ecos. Un canal continu ple de greix transmet els sons a l'orella interna.

### Funció de l'espermaceti
L'òrgan de l'espermaceti pot ajudar a ajustar la flotabilitat de les balenes. Abans de la immersió, l'aigua freda fa contacte amb la cavitat i solidifica la cera. L'increment en la densitat específica genera una força descendent d'uns 40 quilograms i permet a la balena baixar amb menys esforç. Durant la cacera, el consum d'oxigen produeix calor i fon l'espermaceti, incrementant la flotabilitat, facilitant-li el retorn a la superfície.
Herman Melville en la seva novel·la Moby Dick suggereix que l'òrgan de l'espermaceti va evolucionar com un tipus d'ariet per envestir durant les lluites entre mascles. Aquesta hipòtesi és consistent amb els enfonsaments, ben documentats, dels vaixells baleners Essex i Ann Alexander per atacants amb un pes estimat, de màxim, una cinquena part del pes dels vaixells.
Una altra possibilitat és que l'òrgan ajudi a l'ecolocalització. La variació en la forma de l'òrgan redueix o amplifica el so.
El catxalot té dos orificis nasals. Una fossa externa forma l'espiracle, i una interna pressiona contra el compartiment que conté l'espermaceti. L'òrgan de l'espermaceti del mascle és molt més gros que el de les femelles. Això pot ser un cas de selecció sexual, impulsant els mascles a competir per les femelles usant desplegaments sonors.

## Alimentació

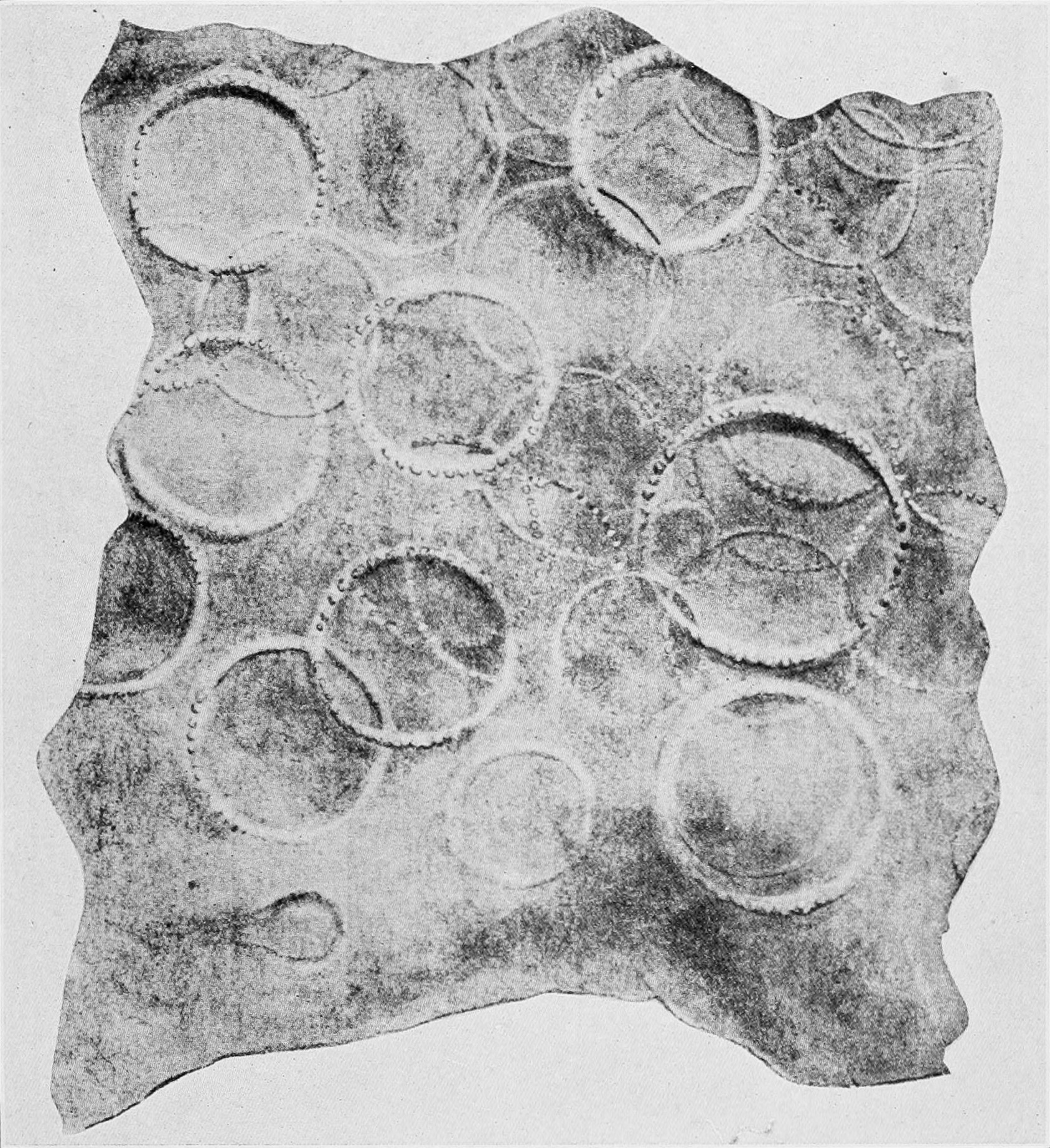
Un fragment de pell de catxalot amb cicatrius de ventoses de calamar gegant.

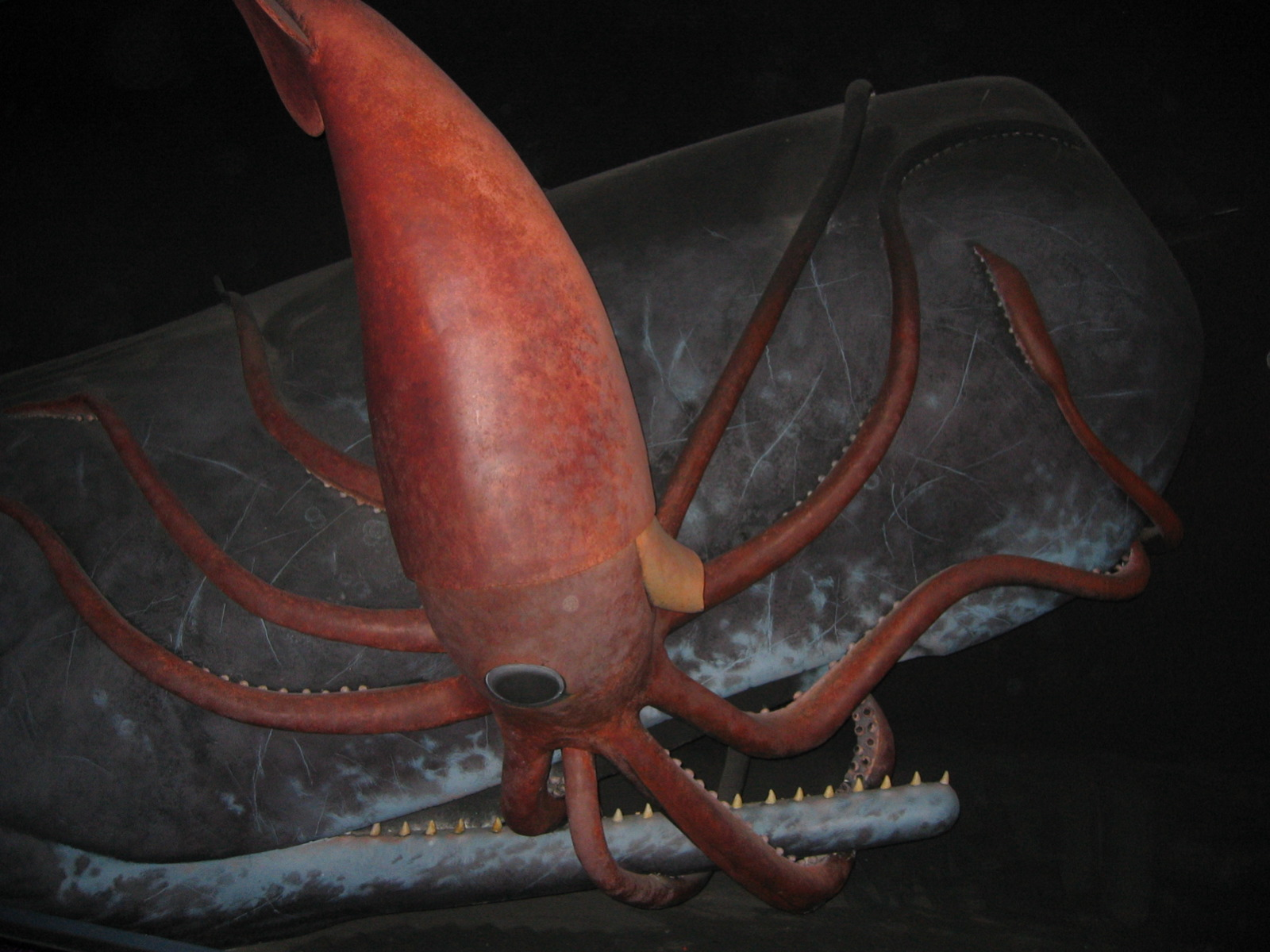
Un catxalot atacant a un calamar gegant, la seva principal presa.

Els catxalots habitualment bussegen entre els 300 i els 800 metres de profunditat, i algunes vegades fins a 1 a 2 quilòmetres per buscar menjar. Tals immersions poden durar més d'una hora. S'alimenten de diverses espècies, de les quals les més notables són el calamar gegant, el calamar colossal, els polps, i diversos peixos com ratlles a la zona demersal, però la major part de la seva dieta consisteix en calamars de mida gran. Algunes espècies poden ser capturades accidentalment mentre la balena s'està alimentant de calamars. La major part del que es coneix dels calamars de les profunditats ha estat après d'exemplars a l'estómac de catxalots capturats, com també, en estudis més recents mitjançant l'anàlisi de la seva matèria fecal. En un estudi dut a terme als voltants de les illes Galápagos, es va trobar que els catxalots havien ingerit més sovint calamars dels gèneres Histioteuthis (62%),Ancistrocheirus (16%) i Octopoteuthis (7%) pesant cada un entre 12 i 650 grams. Les suposades batalles amb els calamars colossals (els quals pesen 500 quilograms) mai han estat observats per humans, però les cicatrius en el seu cos es creu que són la majoria causades per grans calamars.
Un estudi del 1966 que examinava aquestes balenes, que havien estat capturades pels baleners neozelandesos a la regió de l'estret de Cook, es va trobar una relació 1,69:1 en pes, entre calamars i peixos ingerits. Els catxalots de vegades sostreuen bacallans i lluços de les línies de pesca. Els pescadors de línia llarga en el golf d'Alaska es queixen que els catxalots prenen avantatge de les seves operacions pesqueres per menjar espècies apreciades sostreien de les línies, eludint la necessitat de caçar. No obstant això la quantitat de peix pres és molt petit comparat amb els requeriments diaris d'aquest animal. Una filmació de vídeo recent va captar un gran exemplar mascle «rebotant» una línia llarga, per obtenir peix. Es creu que els catxalots depreden l'espècie de tauró anomenat tauró bocaample, una espècie rara i gran de les profunditats, descobert el 1970. En una ocasió tres catxalots foren observats atacant o jugant amb una boca ampla.
La irritació produïda en l'intestí pel pic afilat engolit dels calamars, pot iniciar la producció d'una substància lubricant que dona lloc a la formació d'ambre gris, en forma anàloga a la producció de les perles. Els catxalots són comensals prodigiosos i mengen al voltant del 3% del seu pes corporal per dia. El consum anual de preses pels cetacis al voltant del món s'estima en prop de 100.000.000 de tones, una quantitat més alta que el consum total d'animals marins pels humans cada any.
Es desconeix el motiu pel qual el cap del catxalot és tan gran en comparació amb la mandíbula inferior. Una teoria és que l'habilitat per a l'ecolocació es troba en el seu cap, situació que l'ajudaria en la cacera. No obstant això els calamars, la seva principal presa, poden tenir propietats acústiques molt similars a l'aigua de mar per reflectir sons. A l'interior del cap conté unes estructures anomenades llavis fònics, a través del qual s'impulsen els fluxos d'aire per emetre sons. Poden crear un espetec que tenen una intensitat de 230 decibels mesura a la distància d'1 metre, en altres paraules, és molt més fort que el so fet per qualsevol altre animal, i 10-14 decibels més fort que el so d'un fusell ubicat en l'aire a 1 metre de distància. S'ha suggerit que els espetecs serveixen per atordir a les seves preses. Els estudis experimentals que tracten de provar aquest efecte, no han estat capaços de reproduir aquesta acció sobre les seves preses, posant en dubte aquesta idea.

## Reproducció
Els catxalots poden viure 70 anys o més. Són l'exemple ideal d'una espècie que ha estat sotmesa a la selecció K, una estratègia reproductiva associada amb condicions ambientals estables, una baixa taxa de natalitat, ajuda significativa dels parents cap a les cries, maduració lenta i alta longevitat.
No s'ha determinat encara com trien les seves parelles. Hi ha proves que els mascles tenen jerarquies i hi ha també evidència que això influeix en la selecció per a l'aparellament. La gestació requereix 14-16 mesos, produint només una cria. La lactància transcorre fins als 19 a 42 mesos, però els joves poden succionar fins als 13 anys. Les cries poden alimentar-se de femelles diferents a la seva mare. Les femelles generalment tenen intervals entre naixements de tres a sis anys.
Les femelles aconsegueixen la maduresa sexual entre 7 i 13 anys, i els mascles l'assoleixen a 18 anys. Un cop assolida la maduresa, els mascles es traslladen a latituds més altes, on l'aigua és més freda i l'alimentació és millor. Les femelles romanen en latituds baixes. Els mascles arriben a la seua major mida cap a 50 anys.

## Comportament social

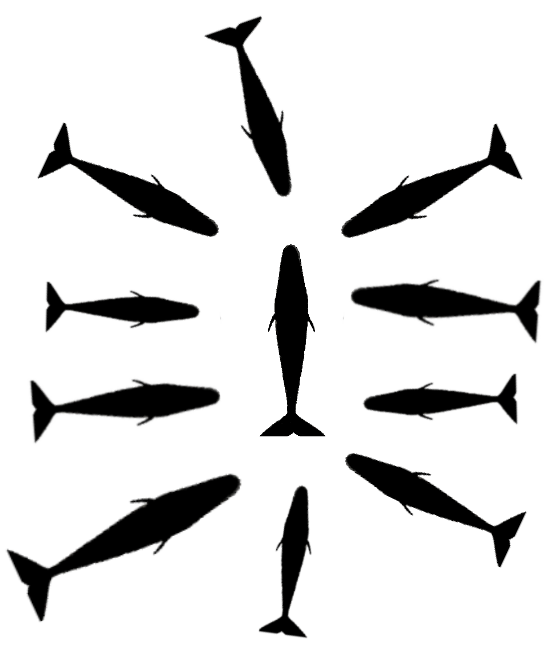
Diagrama mostrant la silueta de 10 balenes envoltant un membre presumiblement ferit.

Les femelles romanen en grups d'aproximadament una dotzena d'individus amb les seves cries. Els mascles integren aquestes «guarderies» en forma permanent entre 4 i 21 anys i formen un «grup de solters» amb altres mascles d'edat i mida semblants. Quan els mascles maduren, tendeixen a dispersar-se en grups més petits i els més vells en la seva majoria tenen vides solitàries. Mascles madurs s'han encallat junts, la qual cosa suggereix un grau de cooperació, que encara no ha estat totalment entès.
L'atacant no humà més comú dels catxalots és l'orca, però els caps d'olla negres i les falses orques també algunes vegades els ataquen o els assetgen. Les orques amenacen els grups de femelles amb cries, usualment intentant aïllar i matar un individu jove. Les balenes femelles repel·leixen aquests atacs envoltant els seus fills. Els adults fan servir les seves aletes de cua contra les orques donant la cara a les cries, o de front, lluitant amb les seves dents. Aquesta formació en margarida és també emprada per auxiliar un membre lesionat del ramat, un comportament que els primers baleners van explotar, atraient les altres balenes ferint només un dels membres del grup. Si el grup d'orques és molt gran, aquestes poden algunes vegades matar femelles adultes. Els exemplars més grossos no tenen depredadors a part dels humans, i es creu que són massa grans i forts per ser amenaçats per les orques.